# Nizina Północnoniemiecka

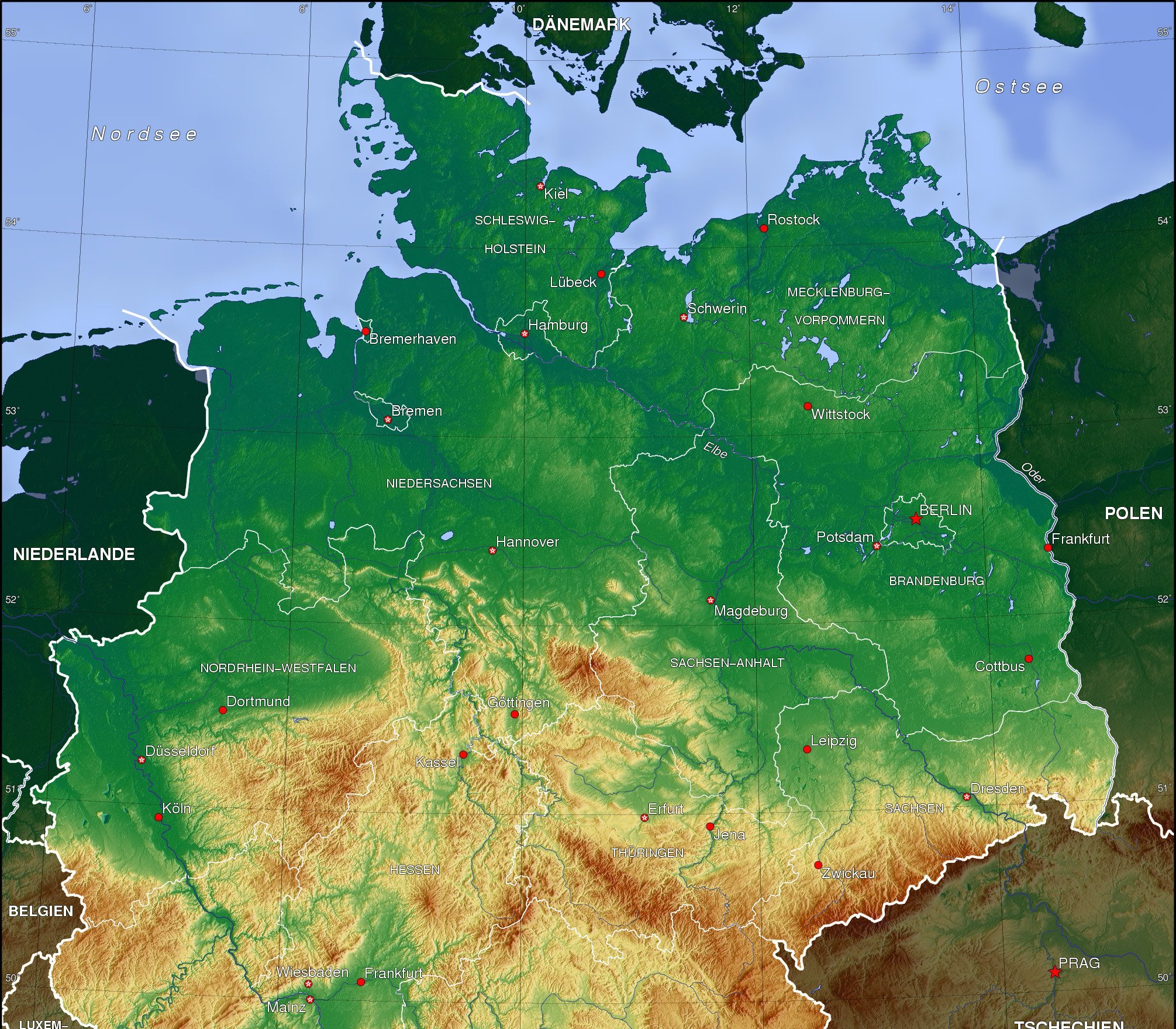
Mapa topograficzna Niemiec

Nizina Północnoniemiecka (również Nizina Niemiecka, niem. Norddeutsches Tiefland) – nizina w środkowej Europie, w północnej części Niemiec, wchodząca w skład Niziny Środkowoeuropejskiej. Obszar położony jest pomiędzy Morzem Północnym, Półwyspem Jutlandzkim i Morzem Bałtyckim na północy a Średniogórzem Niemieckim i Masywem Czeskim na południu.
Główne rzeki przepływające przez nizinę to Łaba, Wezera i Ems, a głównymi miastami na jej obszarze są Berlin, Brema, Hamburg i Hanower.